# Innsbrook (Wirginia)
Innsbrook – jednostka osadnicza w Stanach Zjednoczonych, w stanie Wirginia, w hrabstwie Henrico.